# Vaux-lès-Saint-Claude
Vaux-lès-Saint-Claude település Franciaországban, Jura megyében. Lakosainak száma 675 fő (2022. január 1.). Vaux-lès-Saint-Claude Jeurre, Lavancia-Epercy, Rogna, Viry, Chassal-Molinges és Lavans-lès-Saint-Claude községekkel határos.

## Népesség
A település népessége az elmúlt években az alábbi módon változott:
| Lakosok száma | 487  | 572  | 629  | 703  | 707  | 705  | 693  | 682  | 677  | 675  |
|               | 1968 | 1982 | 1990 | 2006 | 2013 | 2015 | 2017 | 2019 | 2020 | 2022 |